# Uniprix (marque de commerce)
Pour les articles homonymes, voir Uniprix.
Uniprix était une enseigne de magasins populaires lancée par les Nouvelles Galeries en 1928.

## Histoire
Le premier magasin à l'enseigne Uniprix ouvre en 1928 rue du Commerce à Paris.
Suivi par les magasins des enseignes concurrentes Prisunic (en 1931) et Monoprix (en 1932), Uniprix fait partie d'une génération de magasins à bas prix ou à prix uniques, créés ou développés dans le contexte de la Grande Dépression. L'ensemble est racheté par Pierre Lévy en 1953.
En 1991, le groupe Nouvelles Galeries et ses 70 magasins Uniprix sont rachetés par les Galeries Lafayette. Uniprix est fusionné avec Monoprix, ce qui permet à ce réseau de magasins d'étendre sa présence à 144 villes françaises.
Uniprix devient une marque commerciale, propriété de Monoprix holding (siren 552-018-020) enregistrée à l'institut national de la propriété industrielle sous le numéro 1360691.